# Festival de Cinema de Bogotá
O Festival de Cinema de Bogotá é um festival de cinema internacional que se realiza anualmente na cidade de Bogotá, na Colômbia desde o ano 1984 e que se especializa em premiar diretores de novelas a nível mundial, a organização está a cargo da Corporação Internacional de Cinema em cabeça de Henry Laguado.

## Características
O festival se especializa em premiar a novos realizadores a nível internacional nas categorias de Cinema argumental, Cinema Documental, Documental sobre arte e Video a quem se entrega um troféu denominado Círculo Pré-colombiano. De igual forma se apresentam mostras de animação e cinema digital fora de competência. Cada ano a organização convida a um país denominado Hospede de Honra, a embaixada do país selecionado coordena com os realizadores do festival, mostras de filmes, conferencias e eventos especiais com o fim de dar a conhecer a cultura da nação convidada.
O cartaz promocional para o festival é realizado cada ano por um artista nacional ou internacional entre os que têm participado Ana Mercedes Hoyos, Luis Felipe Noé, Antonio Roda, Hervé Di Rosa, Sandro Chia, David Manzur, Enrique Grau, Antonio Seguí, Alfredo Jaar, Maripaz Jaramillo, José Bedia, e Alejandro Colunga entre outros.
O festival foi o primeiro em entregar um premio internacional como melhor diretor a Pedro Almodóvar por seu filme La ley del deseo.
Em 2008 o festival teve como convidado especial o diretor britânico Peter Greenaway quem apresentou seu filme Nightwatching.